# Lista de deputados estaduais de Mato Grosso do Sul da 5.ª legislatura
Esta é a lista de deputados estaduais de Mato Grosso do Sul eleitos para a 5.ª legislatura. São relacionados os parlamentares que assumiram o cargo em 1.º de fevereiro de 1995, o partido pelo qual foram eleitos e a quantidade de votos que receberam naquela eleição. O mandato expirou em 31 de janeiro de 1999.
Também há a lista dos suplentes que assumiram durante a legislatura.

## Mesa diretora

### Primeira mesa
Na primeira metade do mandato, Roberto Orro foi eleito presidente.
|  | Cargo               | Nome               | Partido |
|  | ------------------- | ------------------ | ------- |
|  | Presidente          | Roberto Orro       | PSDB    |
|  | 1.° Vice-presidente | Waldemir Moka      | PMDB    |
|  | 2.° Vice-presidente | Zeca do PT         | PT      |
|  | 3.° Vice-presidente | Valdenir Machado   | PDT     |
|  | 1.° Secretário      | Londres Machado    | PFL     |
|  | 2.° Secretário      | Maurício Picarelli | PP      |
|  | 3.° Secretário      | Paulo Cruz e Sousa | PTB     |

### Segunda mesa
Na segunda metade do mandato, Londres Machado foi eleito presidente.
|  | Cargo               | Nome               | Partido |
|  | ------------------- | ------------------ | ------- |
|  | Presidente          | Londres Machado    | PFL     |
|  | 1.ª Vice-presidente | Celina Jallad      | PMDB    |
|  | 2.° Vice-presidente | Anilson Prego      | PT      |
|  | 3.º Vice-presidente | Maurício Picarelli | PP      |
|  | 1.° Secretário      | Waldemir Moka      | PMDB    |
|  | 2.° Secretário      | Jerson Domingos    | PP      |
|  | 3.° Secretário      | Franklin Masruha   | PDT     |

## Lista de parlamentares
|  | Nome                                         | Partido | Votos nominais | Referências |
|  | -------------------------------------------- | ------- | -------------- | ----------- |
|  | Akira Otsubo                                 | PSDB    | 12.235         | [ 2 ]       |
|  | Anilson Prego (Anilson Rodrigues da Silva)   | PT      | 6.026          | [ 3 ]       |
|  | Antônio Carlos Arroyo                        | PTB     | 12.918         | [ 4 ]       |
|  | Ben-Hur Ferreira                             | PT      | 7.858          | [ 5 ]       |
|  | Celina Jallad                                | PMDB    | 20.551         | [ 6 ]       |
|  | Cícero de Souza                              | PFL     | 21.920         | [ 7 ]       |
|  | Eder Brambilla                               | PTB     | 13.296         | [ 2 ]       |
|  | Franklin Masruha                             | PDT     | 12.486         | [ 2 ]       |
|  | Hosne Esgaib                                 | PFL     | 11.421         | [ 8 ]       |
|  | Jerce Euzébio                                | PMDB    | 11.980         | [ 2 ]       |
|  | Jerson Domingos                              | PP      | 14.346         | [ 9 ]       |
|  | Londres Machado                              | PFL     | 18.845         | [ 10 ]      |
|  | Maurício Picarelli                           | PP      | 23.703         | [ 2 ]       |
|  | Moisés Nery                                  | PL      | 11.543         | [ 2 ]       |
|  | Murilo Zauith                                | PMDB    | 12.163         | [ 11 ]      |
|  | Nelito Câmara                                | PMDB    | 10.393         | [ 12 ]      |
|  | Paulo Cruz e Sousa                           | PTB     | 13.912         | [ 2 ]       |
|  | Roberto Orro                                 | PSDB    | 9.764          | [ 2 ]       |
|  | Valdenir Machado                             | PMDB    | 12.681         | [ 13 ]      |
|  | Valdomiro Gonçalves                          | PTB     | 8.926          | [ 14 ]      |
|  | Waldemir Moka                                | PMDB    | 11.403         | [ 15 ]      |
|  | Waldir Neves                                 | PP      | 7.215          | [ 2 ]       |
|  | Zeca do PT (José Orcírio Miranda dos Santos) | PT      | 7.768          | [ 16 ]      |
|  | Zé Teixeira (José Roberto Teixeira)          | PFL     | 13.303         | [ 17 ]      |

## Lista de suplentes que assumiram durante a legislatura
|  | Nome         | Partido | Referências |
|  | ------------ | ------- | ----------- |
|  | Paulo Corrêa | PTB     | [ 1 ]       |